# Julien Kialunda
Julien Kialunda, né le 24 avril 1940 à Matadi au Congo belge, et décédé le 14 juillet 1987 à Anvers en Belgique, est un footballeur congolais, qui évoluait comme défenseur central. Il joue pendant dans trois clubs belges entre 1960 et 1980, ce qui n'était pas courant pour un joueur africain à l'époque. Après sa carrière, il est sélectionneur du Zaïre quelques mois. Il meurt des suites du sida le 14 juillet 1987.
Il y a des discussions sur son nom de famille, certains l'écrivant Kialunda, d'autres Kaliunda. Le joueur lui-même ne sachant pas exactement comment son nom s'écrivait, on considère l'orthographe la plus courante, Kialunda, comme étant correcte.

## Carrière

### Début à l'Union
Julien Kialunda est né le 24 avril 1940 à Matadi, dans ce qui est à l'époque toujours le Congo belge, et décédé le 14 juillet 1987 à Anvers en Belgique. Il commence le football au Daring Léopoldville, la capitale de la colonie belge, qui deviendra plus tard Kinshasa. En 1960, il effectue le grand saut vers l'Europe, ce qui est plutôt rare à l'époque. Il commence à l'Union Saint-Gilloise, un club bruxellois, qui évolue alors en première division. Après trois ans, le club est relégué en deuxième division. Il remporte le titre et revient parmi l'élite dès sa première saison, mais le retour est de courte durée, les Unionistes terminant à l'avant-dernière place, synonyme de nouvelle relégation.

### Les succès à Anderlecht
Toutefois, Kialunda n'accompagne pas ses partenaires à l'échelon inférieur. Il est transféré par le puissant voisin, le Sporting d'Anderlecht, double champion en titre. Il parvient à s'imposer dans l'axe de la défense, et forme une muraille quasi infranchissable avec ses coéquipiers Laurent Verbiest, Pierre Hanon, Jean Cornelis et Georges Heylens. Lors de ses trois premières saisons chez les Mauves, il remporte à chaque fois le titre de champion de Belgique, participant ainsi au fameux « quintuplé », exploit encore jamais égalé dans le football belge. Jusqu'en 1970, il reste une valeur sûre dans la défense anderlechtoise. Mais la génération victorieuse des années 1960 doit petit à petit laisser sa place à une nouvelle génération talentueuse, et il reçoit beaucoup moins de temps de jeu face à la concurrence de jeunes joueurs comme Hugo Broos, Gilbert Van Binst ou Jos Volders. Il joue très peu lors de la saison 1971-1972, mais peut néanmoins ajouter un quatrième titre de champion à son palmarès.

### Fin de carrière au "Léo"
Il ne joue pas un seul match la saison suivante, et durant l'été 1973, Julien Kialunda demande à quitter le club, espérant obtenir une place de titulaire ailleurs. Plusieurs équipes sont intéressées, mais Anderlecht demande un montant de 18 millions de francs belges pour le joueur, soit environ 450 000 euros, une somme énorme pour un joueur belge en ce temps-là. Il rencontre le président du Leopold Club Bruxelles, Jacques Maricq, mais celui-ci lui confirme que son club, qui évolue en provinciales depuis vingt ans, ne peut pas payer une telle somme de transfert. Finalement, la direction anderlechtoise le laisse partir gratuitement au "Léo", où il termine sa carrière de joueur avant de devenir joueur-entraîneur.

### Post-carrière
Après sa retraite, Julien Kialunda est brièvement sélectionneur national de l'équipe nationale du Zaïre, sans grand succès. Il tient également quelque temps un café dans le quartier bruxellois de Matonge, connu pour sa population majoritairement africaine. En 1987, malade du sida, il décide de revenir en Belgique pour s'y faire traiter et y mourir. Il meurt le 14 septembre la même année.
Une association caritative est fondée en sa mémoire, la « Fondation Julien Kialunda », pour aider à la prévention contre le sida en Afrique. Elle est parrainée par des joueurs professionnels d'origine africaine évoluant ou ayant évolué en Belgique, comme les frères Mbo et Émile Mpenza ou Mohammed Tchité.

### Palmarès
- 4 fois champion de Belgique en 1966, 1967, 1968 et 1972 avec Anderlecht.
- 1 fois finaliste Coupe des villes de foires 1969-1970 avec Anderlecht.
- Vainqueur de la Coupe de Belgique en 1972 avec Anderlecht
- 1 fois champion de Belgique de deuxième division en 1964 avec l'Union Saint-Gilloise.